# 九重文化センター
九重文化センター（ここのえぶんかセンター）は、大分県玖珠郡九重町にある公立の多目的施設である。
ホール、歴史資料館、図書館などの文化施設と、体育館、武道場、卓球ゾーンなどの運動施設からなる。ホールは、日本音響家協会による優良ホール100選に選定されている。
九重町の庁舎の周辺には、町のシンボリックゾーンとして、九重文化センターをはじめ、総合グラウンド、温泉館、保健福祉センター等が整備されており、これらの施設群は総称して九重町活きいきランドと呼ばれている。